# King Power
King Power International Group (tạm dịch: Tập đoàn quốc tế King Power) là công ty du lịch và bán lẻ của Thái Lan, có trụ sở tại Bangkok. Cựu chủ tịch và CEO của King Power là Vichai Srivaddhanaprabha.
King Power được coi là công ty bán lẻ hàng miễn thuế (duty free) lớn nhất Thái Lan. Trung tâm thương mại của công ty ở thủ đô Bangkok có diện tích hơn 12.000 m², các sân bay như Suvarnabhumi cũng có chi nhánh của King. Năm 2015, công ty mở trang web bán hàng trực tuyến trên internet.